# یولیان شوستر
یولیان شوستر (آلمانی: Julian Schuster؛ زادهٔ ۱۵ آوریل ۱۹۸۵) بازیکن فوتبال پیشین اهل آلمان است که در پست هافبک بازی می‌کرد.
از باشگاه‌هایی که در آن بازی کرده‌است می‌توان به اشتوتگارت و فرایبورگ اشاره کرد.